# Улица Старта
Улица Ста́рта (латыш. Starta iela) — улица в Северном районе и Видземском предместье города Риги, в микрорайонах Чиекуркалнс и Тейка.
Начинается от улицы Гауяс, близ железнодорожной платформы Браса и Брасовского моста; пересекает железнодорожную линию между станциями Земитаны и Чиекуркалнс (здесь оборудованного переезда нет, улица прерывается); проходит позади территории Рижского вагоностроительного завода и под Чиекуркалнским мостом, где соединяется проездами с Густава Земгала гатве, далее вдоль полотна железной дороги у станции Чиекуркалнс и заканчивается, сливаясь с улицей Берзпилс.
Общая длина улицы составляет 1073 метра. Бо́льшая часть улицы имеет асфальтовое покрытие. Общественный транспорт по улице не курсирует.
Значительная часть улицы проходит по промзоне. Жилая застройка представлена тремя 3-этажными домами близ Рижского вагоностроительного завода и частными домами у станции Чиекуркалнс.
Участок улицы от пересечения с железной дорогой до перекрёстка с улицей Ледманес служит границей между Чиекуркалнсом и Тейкой.

## История
Улица Старта впервые упоминается в 1899 году как Прокатная улица (латыш. Valču iela, Valciela; нем. Walzstrasse). Современное название носит с 1937 года.
В середине XX века существовал переезд через железнодорожную линию Чиекуркалнс — Браса, связывавший ул. Старта с ул. Аугстрозес.

## Прилегающие улицы
Улица Старта пересекается со следующими улицами:
- Улица Гауяс
- Улица Трикатас
- Улица Ледманес
- Улица Берзпилс